# Estación de Lavre
La Estación Ferroviaria de Lavre, también conocida como Estación de Lavre, es una plataforma ferroviaria de la Línea de Vendas Novas, que sirve a las freguesias de Santana do Mato, en el ayuntamiento de Coruche, y, de Lavre, en el ayuntamiento de Montemor-o-Novo.

## Descripción

### Vías de circulación y plataformas
En enero de 2011, contaba con dos vías de circulación, ambas con 490 metros de longitud, y dos plataformas, que tenían 50 y 40 metros de extensión, y 30 y 15 centímetros de altura.

## Historia
En agosto de 1903, esta estación estaba siendo construida, junto con otras infraestructuras, en el ámbito de la construcción de la Línea de Vendas Novas; esta conexión fue inaugurada el 15 de enero de 1904.